# Сароно
Сароно (на италиански: Saronno, Sarònn) е град с 38 902 жители (към 31 декември 2012) в провинция Варезе, регион Ломбардия, Италия.
Градът Сароно се намира северозападно от Милано, до Алпите на север са около 40 km.